# Rajon Malaryta

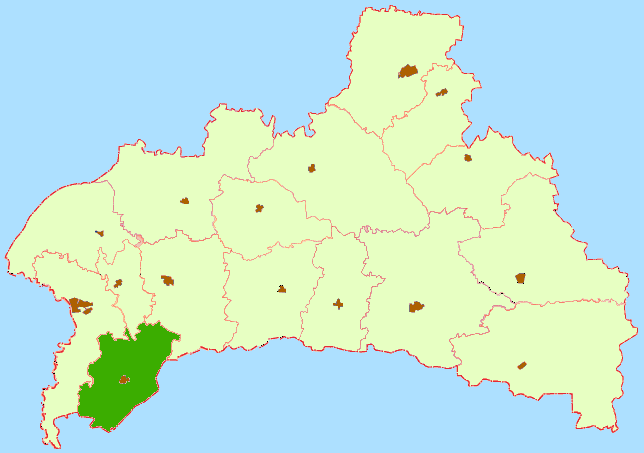
Rajon Malaryta, Karte

Der Rajon Malaryta (belarussisch Маларыцкі раён; russisch Малоритский район) ist eine Verwaltungseinheit im Südwesten der Breszkaja Woblasz in Belarus mit 28.000 Einwohnern. Der Rajon hat eine Fläche von 1400 km², umfasst 78 Ortschaften und ist in 9 Selsawets gegliedert.

## Geographie
Der Rajon Malaryta liegt im Südwesten der Breszkaja Woblasz an der Grenze zu Ukraine. Seine Nachbarrajone in der Breszkaja Woblasz sind im Westen und im Norden Brest, im Norden Schabinka, im Nordosten Kobryn.